# 썬다운 (2021년 영화)
"썬다운"(영어: Sundown)은 2021년 개봉한 드라마 영화이다. 미셸 프랑코가 감독과 각본을 맡았다. 제78회(2022년) 베네치아 영화제 황금사자상 경쟁후보작이다.

## 출연진

### 주연
- 팀 로스 - 닐 베넷 역
- 샤를로뜨 갱스부르 - 앨리스 베넷 역

### 조연
- 헨리 굿맨 - 리처드 역
- 아주아 라리오스 - 베레너스 역
- 사무엘 보텀리 - 콜린스 베넷 역
- 헤수스 고디네즈 - 호르헤 캄포스 살다냐 역